# Mycobacterium leprae
Mycobacterium leprae of bacil van Hansen is genoemd naar de Noorse arts Armauer Hansen die hem in 1873 ontdekte. Deze ziekteverwekker valt onder de Mycobacterium genus en veroorzaakt de ziekte lepra.

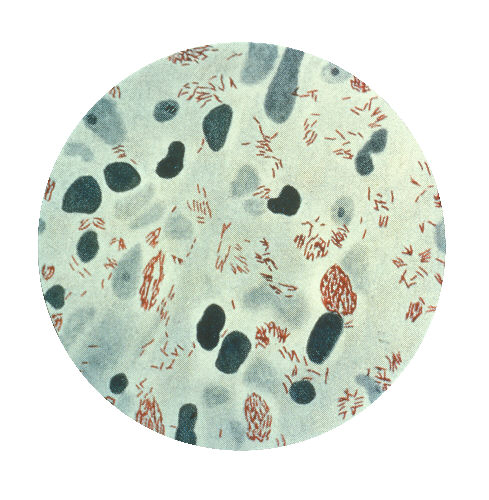
Mycobacterium leprae